# Ranunculus petrogeiton
Ranunculus petrogeiton är en ranunkelväxtart som beskrevs av Oskar Eberhard Ulbrich. Ranunculus petrogeiton ingår i släktet ranunkler, och familjen ranunkelväxter. Inga underarter finns listade i Catalogue of Life.